# Ottavio Cappellani
Œuvres principales
Qui est Lou Sciortino ?, Sicilian tragedi, Cinquante nuances de bite
Ottavio Capellani, né le 16 juin 1969 à Catane en Sicile, est un journaliste, écrivain, dramaturge et scénariste italien.

## Biographie
Ottavio Cappellani est journaliste au quotidien Giornale di Sicilia et titulaire d'un doctorat en philosophie.
Il débute en 2001 avec La morale del cavallo aux éditions Nadir, un dialogue théologique. En 2004, il publie son premier roman, Qui est Lou Sciortino ? (Chi è Lou Sciortino?) chez Neri Pozza (it), traduit en de nombreuses langues. En 2006, il publie Sicilian Tragedi chez Arnoldo Mondadori.
En janvier 2010, le Teatro Stabile de Catane produit et met en scène une adaptation pour le théâtre de Sicilian Tragedi réalisée par Guglielmo Ferro. En 2011, il écrit le scénario de My name is Sid, un court-métrage en concours à la Mostra de Venise.
En janvier 2015, il raconte des intimidations reçues lorsqu'il a cherché à revenir sur sa propriété de campagne.